# Даян Лейн
Даян Лейн (англ. Diane Lane; нар. 22 січня 1965) — американська акторка.

## Біографія
Народилася 22 січня 1965 року в Нью-Йорку.
Батько Бартон Юджин Лейн, викладач акторської майстерності, мати Коллін Феррінгтон, модель та співачка. Батьки розлучилися, коли вона була ще дитиною, і Даян виховувала матір.

## Кар'єра
Дебютувала на сцені у 6 років, гастролювала Європою. У 13 років знялася в своєму першому фільмі «Маленький роман» (1979) з Лоуренсом Олів'є. Знялася у трьох фільмах Френсіса Форда Копполи: «Ізгої» (1983), «Бійцівська рибка» (1983) та «Клуб «Коттон»» (1984). За фільм «Невірна» (2002) номінувалася на премії «Оскар» і «Золотий глобус» як найкраща акторка.

## Особисте життя
З 29 жовтня 1988 по 1 березня 1994 рік була одружена з актором Кристофером Ламбертом, народила дочку Елеанор Жасмин Ламберт (1993). З 15 серпня 2004 по 27 листопада 2013 рік була одружена з актором Джошем Броліном.

## Фільмографія
| Рік  |    | Українська назва                               | Оригінальна назва                                   | Роль                      |
| ---- | -- | ---------------------------------------------- | --------------------------------------------------- | ------------------------- |
| 1979 | ф  | Маленький роман                                | A Little Romance                                    | Лорен                     |
| 1980 | ф  | Зазнавши любов                                 | Touched by Love                                     | Карен                     |
| 1981 | ф  | Скотарка Енні і маленька попка                 | Cattle Annie and Little Britches                    | Дженні                    |
| 1981 | с  | Великі вистави                                 | Great Performances                                  | Черіт Роялл               |
| 1981 | тф | Малятко-наречена з Шорт-Крика                  | Child Bride of Short Creek                          | Джессіка Рей Джейкобс     |
| 1982 | тф | Міс «Американська красуня»                     | Miss All-American Beauty                            | Саллі Баттерфілд          |
| 1982 | ф  | Кінобезумство                                  | National Lampoon's Movie Madness                    | Ліза                      |
| 1982 | ф  | Банда шести                                    | Six Pack                                            | Брізі                     |
| 1982 | ф  | Начисто                                        | Ladies and Gentlemen, the Fabulous Stains           | Корінна Бернс             |
| 1983 | ф  | Ізгої                                          | The Outsiders                                       | Черрі Валансі             |
| 1983 | ф  | Бійцівська рибка                               | Rumble Fish                                         | Петті                     |
| 1984 | ф  | Вулиці у вогні                                 | Streets of Fire                                     | Еллен Ейм                 |
| 1984 | ф  | Клуб «Коттон»                                  | The Cotton Club                                     | Віра Сісеро               |
| 1987 | ф  | Леді, бережися                                 | Lady Beware                                         | Катя Ярно                 |
| 1987 | ф  | Чикаго блюз                                    | The Big Town                                        | Лоррі Дейн                |
| 1988 | ф  | Любовні мрії                                   | Love Dream                                          | Чайна                     |
| 1989 | тф | Самотній голуб                                 | Lonesome Dove                                       | Лорена Вуд                |
| 1990 | тф | Занепалий ангел                                | Descending Angel                                    | Ірина Строя               |
| 1990 | ф  | Знаки життя                                    | Vital Signs                                         | Джина Вайлер              |
| 1992 | ф  | Хід королевою                                  | Knight Moves                                        | Кеті Шеппард              |
| 1992 | ф  | Мій новий пістолет                             | My New Gun                                          | Деббі Бендер              |
| 1992 | ф  |                                                | Rakuyô                                              | Ліан Гонг                 |
| 1992 | ф  | Чаплін                                         | Chaplin                                             | Полетт Годдар             |
| 1993 | ф  | Бабине літо                                    | Indian Summer                                       | Бет Ворден / Клер Еверетт |
| 1993 | с  | Ідеальні злочини                               | Fallen Angels                                       | Бернетт Стоун             |
| 1994 | тф | Війна і пристрасть                             | Oldest Living Confederate Widow Tells All           | Люсі Марсден Гонікут      |
| 1995 | тф | Трамвай «Бажання»                              | A Streetcar Named Desire                            | Стелла                    |
| 1995 | ф  | Суддя Дредд                                    | Judge Dredd                                         | суддя Герші               |
| 1995 | ф  | Дикий Білл                                     | Wild Bill                                           | Сюзанна Мур               |
| 1996 | ф  | Джек                                           | Jack                                                | Каррен Пауелл             |
| 1996 | ф  | Час скажених псів                              | Mad Dog Time                                        | Грейс Еверлі              |
| 1997 | ф  | Долина Теннессі                                | The Only Thrill                                     | Кетрін Фіцсіммонс         |
| 1997 | ф  | Вбивство у Білому домі                         | Murder at 1600                                      | Ніна Ченс                 |
| 1998 | ф  | Сором'язливий пістолет                         | Gunshy                                              | Мелісса                   |
| 1998 | тф | Грейс і Глорія                                 | Grace & Glorie                                      | Глорія Грінвуд            |
| 1999 | ф  | Прогулянка по Місяцю                           | A Walk on the Moon                                  | Пірл Кантровітц           |
| 2000 | ф  | Мій пес Скіп                                   | My Dog Skip                                         | Еллен Морріс              |
| 2000 | тф | Вірджинець                                     | The Virginian                                       | Моллі Старк               |
| 2000 | ф  | Ідеальний шторм                                | The Perfect Storm                                   | Крістіна Коттер           |
| 2001 | ф  | Хардбол                                        | Hard Ball                                           | Елізабет Вілкс            |
| 2001 | ф  | Скляний будинок                                | The Glass House                                     | Ерін Глас                 |
| 2002 | ф  | Невірна                                        | Unfaithful                                          | Конні Самнер              |
| 2003 | ф  | Під сонцем Тоскани                             | Under the Tuscan Sun                                | Френсіс                   |
| 2005 | ф  | Жорстокі люди                                  | Fierce People                                       | Ліз Ерл                   |
| 2005 | ф  | Любов до собак обов'язкова                     | Must Love Dogs                                      | Сара Нолан                |
| 2006 | ф  | Смерть супермена                               | Hollywoodland                                       | Тоні Меннікс              |
| 2008 | ф  | Той, що не залишає сліду                       | Untraceable                                         | Дженніфер Марш            |
| 2008 | ф  | Телепорт                                       | Jumper                                              | Мері Райс                 |
| 2008 | ф  | Ночі в Роданте                                 | Nights in Rodanthe                                  | Адрієнн Вілліс            |
| 2008 | ф  | Кілер                                          | Killshot                                            | Кармен Колсон             |
| 2010 | ф  | Чемпіон                                        | Secretariat                                         | Пенні Ченері              |
| 2011 | тф | Правдиве кіно                                  | Cinema Verite                                       | Пет Лоуд                  |
| 2013 | ф  | Людина зі сталі                                | Man of Steel                                        | Марта Кент                |
| 2014 | ф  | Кожна секретна річ                             | Every Secret Thing                                  | Гелен Меннінг             |
| 2015 | ф  | Трамбо                                         | Trumbo                                              | Клео Трамбо               |
| 2015 | мф | Думками навиворіт                              | Inside Out                                          | місіс Андерсен            |
| 2015 | мф | Перше побачення Райлі?                         | Riley's First Date?                                 | місіс Андерсен            |
| 2016 | ф  | Привіт, Анна                                   | Bonjour Anne                                        | Енн Локвуд                |
| 2016 | ф  | Бетмен проти Супермена: На зорі справедливості | Batman v Superman: Dawn of Justice                  | Марта Кент                |
| 2017 | ф  | Вотергейт: Падіння Білого дому                 | Mark Felt: The Man Who Brought Down the White House | Одрі Фелт                 |
| 2017 | ф  | Ліга справедливості                            | Justice League                                      | Марта Кент                |
| 2018 | ф  | Таллі                                          | Tully                                               | Коррін Бернс              |
| 2018 | с  | Романови                                       | The Romanoffs                                       | Кетрін Форд               |
| 2019 | ф  | Море спокуси                                   | Serenity                                            | Констанс                  |
| 2020 | ф  | Дозволь йому піти                              | Let Him go                                          | Маргарет Блекледж         |
| 2021 | ф  | Ліга справедливості Зака Снайдера              | Zack Snyder's Justice League                        | Марта Кент                |
| 2021 | с  | Y: Останній чоловік                            | Y: The Last Man                                     | Дженніфер Браун           |
| 2023 | с  | Екстраполяції                                  | Extrapolations                                      | Марта Рассел              |
| 2024 | мф | Думками навиворіт 2                            | Inside Out 2                                        | місіс Андерсен            |